# سامي دوغلاس
سامي دوغلاس (بالإنجليزية: Sammy Douglas)‏ هو سياسي بريطاني، ولد في 22 فبراير 1953 في بلفاست في المملكة المتحدة. حزبياً، نشط في الحزب الديمقراطي الاتحادي. في انتخابات الجمعية التشريعية لأيرلندا الشمالية، 2011 ‏، انتخب عضو الجمعية التشريعية الرابعة لأيرلندا الشمالية ‏ عن دائرة شرق بلفاست ‏ وقد انضم خلال فترته النيابية ‏ (6 مايو 2011 – 24 مارس 2016)  للكتلة البرلمانية الحزب الديمقراطي الاتحادي وفي 2016 Northern Ireland Assembly election ‏، انتخب Member of the 5th Northern Ireland Assembly ‏ عن دائرة شرق بلفاست ‏ وقد انضم خلال فترته النيابية ‏ (7 مايو 2016 – 26 يناير 2017)  للكتلة البرلمانية الحزب الديمقراطي الاتحادي.